# Flaveria trinervia
La contrayerba de Chile o hierba de la barranca (Flaveria trinervia) es una especie de planta fanerógama perteneciente a la familia de las asteráceas.

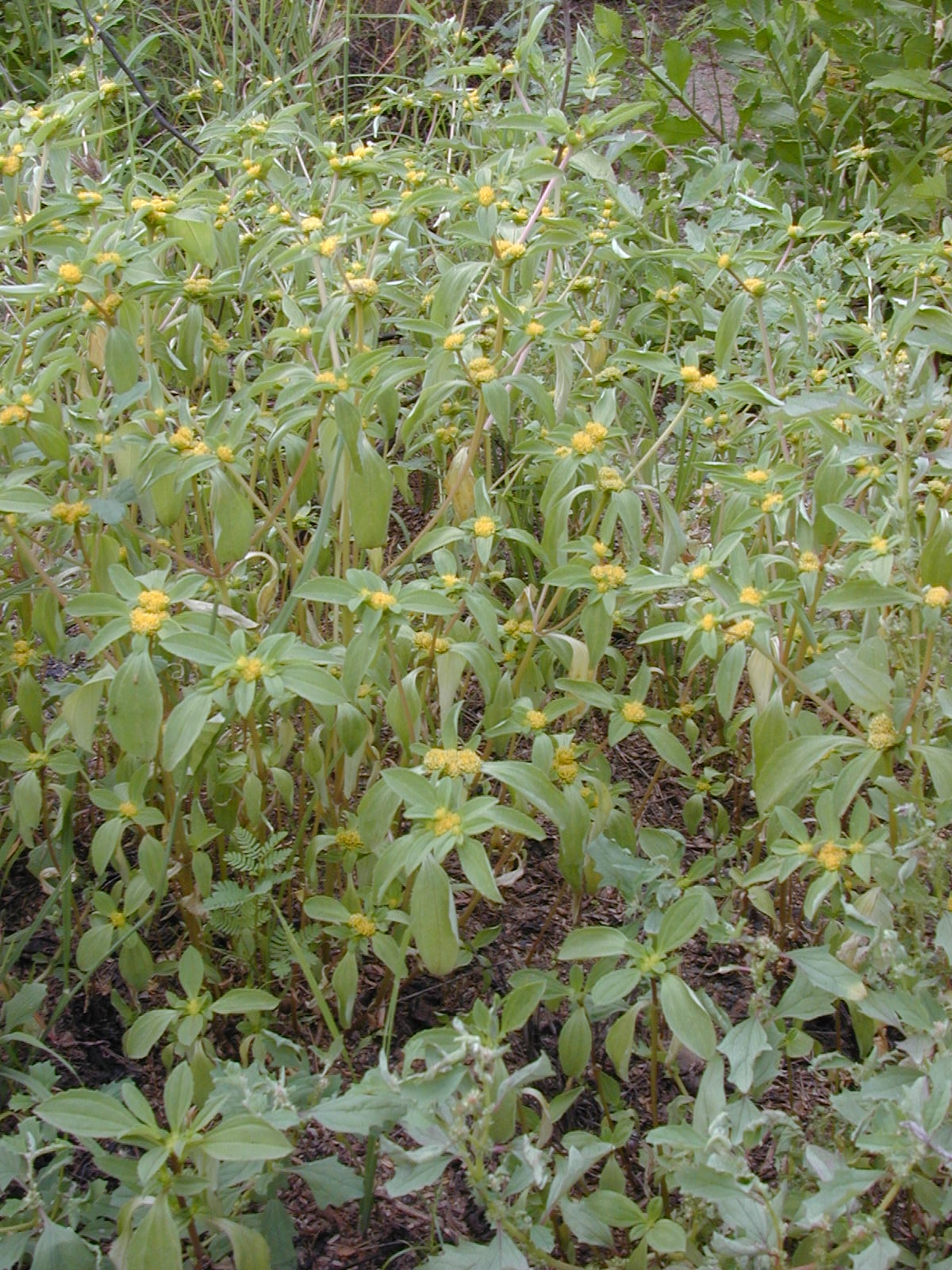
Vista de la planta

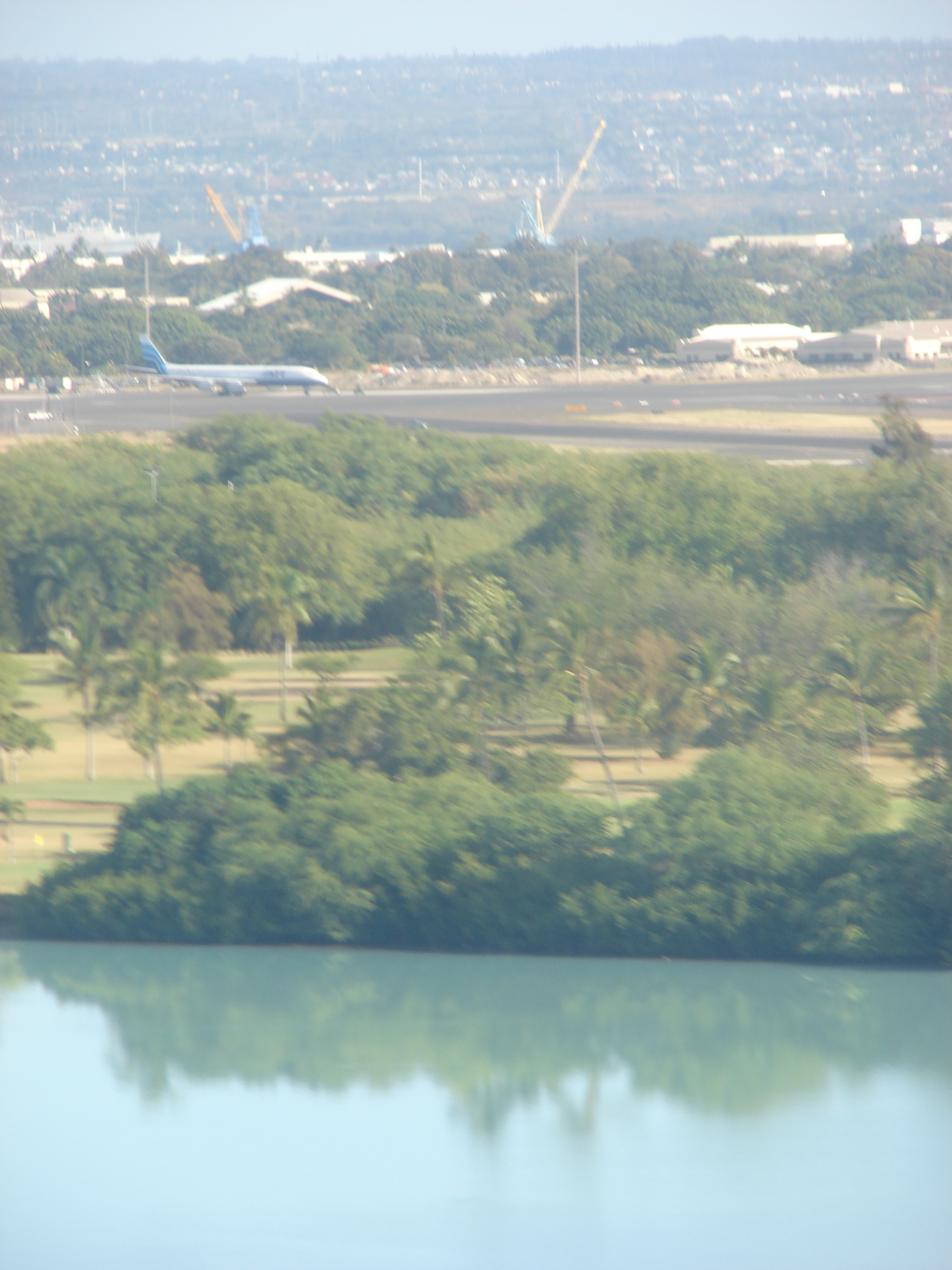
Hábitat

## Distribución
Es nativa de América, incluyendo el sureste y el suroeste de Estados Unidos, la mayor parte de México, y partes del Caribe, pero se sabe que en muchos otros lugares aparece como una especie introducida y, a menudo es una mala hierba nociva , como en Hawái. Crece fácilmente en muchos tipos de hábitat húmedos, incluyendo salinas y suelos alcalinos y hábitat muy perturbados.

## Descripción
Se trata de una hierba anual erecta y se sabe que supera los dos metros de altura máxima. Tiene las hojas ovaladas en forma de lanza, cada uno de hasta 15 centímetros de largo y dispuestas de forma opuesta en pares alrededor del tallo, sus bases a veces fusionados. Los bordes de las hojas generalmente tienen pequeños dientes muy espaciados. La inflorescencia es un gran grupo denso de muchas cabezas de flores, a veces más de 300 en un grupo. Cada cabeza de la flor es irradiada, llevando una flor ligulada amarillento sola o discoide, teniendo uno o dos floretes del disco de menor tamaño.

## Propiedades
Esta planta exhibe fijación del carbono C4.
En Aguascalientes, se aprovecha el cocimiento de toda la planta para aliviar el dolor de riñón y el dolor de pulmón. En Durango se usa contra el dolor de espalda. También se utiliza para tratar el zumbido de oído. Su forma de preparación es el cocimiento de toda la planta que se administra una vez al día o como agua de uso.

## Taxonomía
Flaveria trinervia fue descrita por (Spreng.) C.Mohr y publicado en Contributions from the United States National Herbarium 6: 810. 1901.
Sinonimia
- Brotera contrayerba Spreng.
- Brotera sprengelii Cass.
- Brotera trinervata (Willd.) Pers.
- Broteroa trinervata DC.
- Flaveria repanda Lag.
- Flaveria trinervata (Willd.) Baill.
- Oedera trinervia Spreng.[4]